# Instrução 204 da SUMOC
Resolução nº 204 foi uma medida editada pela antiga Superintendência da Moeda e do Crédito em março de 1961, no início do governo Jânio Quadros, onde significativas alterações foram promovidas no sistema cambial brasileiro, que eliminou o sistema, até então vigente, de leilões de câmbio e a existência  quatro categorias diferentes  de cotações para o dólar americano, sendo três das quais subsidiadas pelo tesouro nacional, e que foram transferindo para a categoria mercado livre praticamente todas as importações e exportações. 

## Conteúdo
Essa medida constituiu-se em importante passo no sentido da unificação da taxa de câmbio. 
Na 965ª reunião da SUMOC, de 13 de março de 1961, o ministro da Fazenda, Clemente Mariani abriu a sessão ponderando que "dado o déficit orçamentário e as perspectivas de enorme deficiência de caixa do Banco do Brasil, torna-se urgente a modificação do sistema cambial" e leu o projeto da Instrução 204, que permitia quaisquer operações de câmbio para a importação de mercadorias pelo mercado de taxa livre, abolindo assim o sistema instaurado pela Instrução 70, de outubro de 1953. O diretor da Carteira de Câmbio expôs a "gravidade da posição do nosso balanço de pagamentos. . . resultante da imoderação de gastos e compromissos que caracterizaram a política econômica, financeira e cambial do governo anterior" num parecer que justificava a adoção da reforma cambial, "já excessivamente adiada", segundo o ministro da Fazenda. O sistema de leilões cambiais, que vigorara por oito anos e chegara a representar em média, no período de 1955 a 1960, cerca de 80% da receita fiscal do governo, graças à conta de ágios e bonificações, foi então extinto, e uma desvalorização de 100% foi decidida para o cruzeiro, não sem que "antes de divulgado o ato do conselho", fosse enviado um telegrama, consultando o FMI quanto ao acerto da medida.
O ministro da Fazenda fez uma veemente e articulada defesa da Instrução 204 perante a Câmara dos Deputados em 19 de abril de 1961, tratando da reforma cambial no contexto da situação financeira geral do país. A exposição teve o mérito de centrar a questão em torno de um dos temas centrais - até o presente - do debate macroeconômico no país: a relação entre o desequilíbrio financeiro do setor público e o desequilíbrio do balanço de pagamentos. 

## Controvérsias historiográficas sobre a Instrução 204 da SUMOC
Celso Furtado, anos depois, interpretou o significado da Instrução 204 da SUMOC: "O setor público teve nesse período (1961/1967) responsabilidade fundamental, tanto na redução do nível de emprego, quanto no aumento da pressão inflacionária. O ponto de partida desse processo parece estar na reforma cambial de 1961, a qual provocou fundo desequilíbrio, que somente será eliminado anos depois, mediante progressivas reformas fiscais. 
A percepção de Celso Furtado é, no entanto, contestada pelos fatos relativos à unificação cambial. Isto é assim devido ao fato de a instrução 204 não ter desvalorizado completamente o câmbio, conforme proposto pela análise de Furtado. A instrução, em seu item I (primeiro), ressalva que a SUMOC opta por “permitir que quaisquer operações de câmbio para a importação de mercadorias sejam realizadas pelo mercado de taxa livre, ressalvados os casos nos itens V e IX desta Instrução” (como demonstra o próprio texto da instrução 204 da SUMOC ).
Os referidos itens V e IX, por sua vez, trazem disposições sobre a fixação de determinadas taxas de câmbio para diversas operações. O V informa a taxa de Cr$ 200,00 por dólar, ou equivalente em outra moeda, para a venda de câmbio aplicada às importações de mercadorias específicas e para determinadas transferências financeiras para o exterior, constantes da Lei n. 3.244, de 14 de agosto de 1957 (item V, alíneas “a” e “b”, da Instrução 204). Já o IX, mantém “a antiga taxa de CR$ 18,92 por dólar ou equivalente em outras moedas, para as promessas de venda de câmbio em circulação”.
A convergência completa do câmbio das citadas operações presentes nos dispositivos mencionados ocorreram só posteriormente à Instrução 204, por intermédio de instruções e decretos subsequentes, que, de fato, operaram a unificação do câmbio desvalorizado.
O Centro de Pesquisa e Documentação de História Contemporânea do Brasil (CPDOC), da Escola de Ciências Sociais da Fundação Getulio Vargas, é categórico ao delimitar a instrução 204 como uma “considerável modificação do regime cambial na direção do chamado ‘realismo cambial’”, que pressupunha a coexistência de taxas livres e fixas de câmbio. 
A Instrução 204 da SUMOC realmente encerrou a categoria geral; manteve, todavia, determinadas taxas de conversão fixas, sendo estas posteriormente desvalorizadas e unificadas ao câmbio geral. Tal processo ocorreria apenas por meio de instruções subsequentes SUMOC. “Instruções sucessivas da Sumoc, ainda em 1961, transferiram parte das divisas de exportação do café para o mercado ‘livre', suprimiram integralmente o 'câmbio de custo' (…) e aboliram as letras de exportações com os quais o governo se apropriava de parte da renda gerada pelas exportações no período final do regime de leilões de câmbio” .
Foi somente em junho de 1961, que a instrução nº 208 da Superintendência da Moeda e do Crédito, unificou, de fato, as taxas de câmbio, processo que se consolidou em outubro de 1961.